# American Pie (Filmreihe)
American Pie ist eine Reihe von Jugendfilmen, die von Adam Herz produziert wurde. Der erste Film der Reihe wurde am 9. Juli 1999 von Universal Pictures veröffentlicht und wurde ein weltweites Popkultur-Phänomen, das zwei sofortige Fortsetzungen hervorbrachte, die in Zwei-Jahres-Abständen veröffentlicht wurden. Zwischen 2005 und 2009 wurden vier Ableger direkt auf DVD herausgegeben. Neun Jahre nach der Veröffentlichung des dritten Filmes der ursprünglichen Reihe wurde 2012 ein vierter Kinofilm namens American Pie: Das Klassentreffen veröffentlicht. 2020 folgte wiederum ein Ableger für den Videomarkt.
Im ersten Teil entwickelt Jim Levenstein (Jason Biggs) eine Beziehung mit seiner Klassenkameradin Nadia (Shannon Elizabeth) und versucht gemeinsam mit seinen Freunden Kevin Myers (Thomas Ian Nicholas), Paul Finch (Eddie Kaye Thomas) und Chris Ostreicher (Chris Klein), seine Jungfräulichkeit zu verlieren. Im zweiten Film mit Steven Stifler (Seann William Scott) veranstalten die Freunde eine Sommer-Party, und Jim interessiert sich plötzlich für Michelle Flaherty (Alyson Hannigan). Im dritten Film planen Jim und seine Freunde die Levenstein-Flaherty-Hochzeit. Die Ableger handeln von Verwandten von Stifler, wie seinem Bruder Matt (Tad Hilgenbrink) und seinen Cousins Erik (John White), Dwight (Steve Talley) und Scott (John Patrick Jordan) sowie deren Freunden, die ähnliche Aktionen versuchen.
Die Filme der originalen Filmreihe, die mit einem kumulierten Gesamtbudget von 145 Millionen Dollar produziert wurden, spielten weltweit 990 Millionen Dollar ein. Die Serie hat sich zu einem Kult entwickelt. Kritiker beurteilten die ursprüngliche Trilogie unterschiedlich, wobei die Ableger oft nicht berücksichtigt wurden. Die Reihe wurde ebenfalls auf DVD veröffentlicht.

## Entwicklung
Die Filmreihe begann mit American Pie – Wie ein heißer Apfelkuchen, der am 9. Juni 1999 veröffentlicht wurde. Es folgten drei Fortsetzungen: American Pie 2, veröffentlicht am 11. August 2001, American Pie – Jetzt wird geheiratet, veröffentlicht am 1. August 2003, und American Pie: Das Klassentreffen, veröffentlicht am 6. April 2012.
Mehr als sechs Jahre nach der Veröffentlichung vom ersten American-Pie-Teil wurden Direct-to-Video mehrere American-Pie-präsentiert-Filme veröffentlicht: Die nächste Generation, veröffentlicht am 26. Dezember 2005, Nackte Tatsachen, veröffentlicht am 12. Dezember 2006 Die College-Clique, veröffentlicht am 27. Dezember 2007, und Das Buch der Liebe, veröffentlicht am 22. Dezember 2009. Die ersten drei Ableger handeln von Verwandten von Steven Stifler – seinem Bruder Matt, und seinen Cousins Erik und Dwight Stifler. Der vierte Ableger hingegen handelt von einer Gruppe Freunde, die auf dieselbe Schule wie Steven Stifler gehen.

## Originalfilme
Im originalen American Pie – Wie ein heißer Apfelkuchen (1999) versuchen Jim Levenstein und seine Freunde Kevin Myers, Paul Finch und Chris Ostreicher, ihre Jungfräulichkeit vor ihrem Schulabschluss der High School zu verlieren. Jim hat es auf die tschechische Austauschschülerin Nadia abgesehen. Kevin versucht, seine aufgewühlte Beziehung mit Vicky wieder zu verbessern, während Finch Gerüchte über sein männliches Verhalten verbreitet, und Oz tritt dem Schulchor bei. Jims Versuche schlagen fehl, nachdem er zweimal während des Vorspiels vorzeitig ejakuliert. Stattdessen versucht er sein Glück bei Bandmitglied Michelle und fragt sie, ob sie mit ihm zum Abschlussball gehen möchte. Nach dem Ball feiert Stifler eine Afterparty. Hier hat Jim einen One-Night-Stand mit Michelle, Kevin und Vicky haben miteinander Sex, während Finch Sex mit Stiflers Mutter hat und Oz mit Chormädchen Heather schläft und danach eine innige Beziehung mit ihr eingeht. Er erzählt den anderen jedoch nichts davon.
In American Pie 2 (2001) organisieren Jim und seine Freunde eine Party in einem Strandhaus in Grand Harbor und bringen damit die High-School-Freunde wieder zusammen. Nadia kommt wieder zurück in die USA, und Jim fragt Michelle um Rat, damit er endlich Sex mit Nadia haben kann. Schließlich merkt Jim, dass er in Michelle verliebt ist, und geht zu einer ihrer Aufführungen, um ihr dies zu offenbaren.
American Pie – Jetzt wird geheiratet (2003) beginnt mit einem Heiratsantrag von Jim an Michelle. Finch, Kevin und Stifler helfen beim Arrangement der Hochzeit. Oz und Heather sind dieses Mal nicht dabei, weil sie in Europa sind.
American Pie: Das Klassentreffen (2012) handelt von der sehr starken Freundschaft der Clique, die sie über die Jahre aus den Augen verloren haben. Jim und Michelle sind mittlerweile verheiratet und haben ein Kind. Kevin ist ein Hausmann, Oz ein berühmter Sportmoderator, Finch der coolste Mann der Welt, und Stifler ist immer noch Stifler. Die fünf Freunde entscheiden sich zu einem Klassentreffen, wo sie die alten Zeiten noch einmal wiederaufleben lassen.

## Direct-to-Video Ableger
Mehrere Filme, die an die ersten American-Pie-Filme Anschluss finden, wurden in den darauffolgenden Jahren veröffentlicht. Die Filme hatten meist neue Charaktere als Hauptdarsteller. Abgesehen von dem vulgären Humor sind die Grundbestandteile der American-Pie-präsentiert-Filme die ständige Präsenz von Jims Vater und Mitgliedern der Stifler-Familie. Außer Jims Vater sind noch Matt Stifler und Chuck Sherman wiederkehrende Figuren.
American Pie präsentiert: Die nächste Generation (2005) handelt von Stevens jüngerem Bruder Matt Stifler (Tad Hilgenbrink), der gezwungen wird, in den Sommerferien ein Musikcamp zu besuchen. Im Verlauf des Films merkt er, dass er seine Arroganz fallenlassen muss, um ein Mädchen namens Elyse für sich zu gewinnen.
American Pie präsentiert: Nackte Tatsachen (2006) handelt von Stevens Cousin Erik Stifler (John White), dem ersten Stifler, der möglicherweise als Jungfrau den Abschluss macht. Nach einem fehlgeschlagenen Versuch, Sex mit seiner Freundin Tracy (Jessy Schram) zu haben, gibt sie ihm einen „Freipass“, das College zu besuchen, welches Dwight (Steve Talley) – Erik’s Cousin – besucht und an dem er seine Jungfräulichkeit verlor. Dabei wird Eriks Treue auf die Probe gestellt.
American Pie präsentiert: Die College-Clique (2007) setzt ein Jahr nach Nackte Tatsachen an. Erik hat jetzt seinen High-School-Abschluss und möchte aufs College, seine Freundin hat er an deren früheren Freund verloren. Um bei Dwights Bruderschaft Mitglied zu werden, muss er eine Reihe von Aufgaben erfüllen und fängt eine neue Beziehung mit einem Mädchen – Ashley (Meghan Heffern) – an.
American Pie präsentiert: Das Buch der Liebe (2009) handelt zehn Jahre nach den Ereignissen von American Pie. Eine durch ein Feuer in der Schulbücherei ausgelöste Sprinkleranlage beschädigt das „Buch der Liebe“ (die „Bibel“ aus dem ersten Film) schwer. Die Personen, die die Schuld daran tragen, brechen auf, um den Inhalt des Buches (mit Hilfe von Mr. Levenstein, dem Schöpfer des Buches) wiederherzustellen, und verlieren ihre Jungfräulichkeit.
American Pie präsentiert: Jetzt haben die Mädchen das Sagen (American Pie presents: Girls’ Rules, 2020) behandelt die Liebesleben der Abschlussgänger der örtlichen High School dieses Mal aus der weiblichen Perspektive. Vier Mädchen schließen sich zusammen, um ihre Ziele zu erreichen.

## Besetzung
| Charakter                    | Film                                             | Film                  | Film                                        | Film                                                    | Film                                              | Film                                                | Film                                                | Film                                    | Film                                                               |
| Charakter                    | American Pie – Wie ein heißer Apfelkuchen (1999) | American Pie 2 (2001) | American Pie – Jetzt wird geheiratet (2003) | American Pie präsentiert: Die nächste Generation (2005) | American Pie präsentiert: Nackte Tatsachen (2006) | American Pie präsentiert: Die College-Clique (2007) | American Pie präsentiert: Das Buch der Liebe (2009) | American Pie: Das Klassentreffen (2012) | American Pie präsentiert: Jetzt haben die Mädchen das Sagen (2020) |
| ---------------------------- | ------------------------------------------------ | --------------------- | ------------------------------------------- | ------------------------------------------------------- | ------------------------------------------------- | --------------------------------------------------- | --------------------------------------------------- | --------------------------------------- | ------------------------------------------------------------------ |
| Noah Levenstein              | Eugene Levy                                      | Eugene Levy           | Eugene Levy                                 | Eugene Levy                                             | Eugene Levy                                       | Eugene Levy                                         | Eugene Levy                                         | Eugene Levy                             |                                                                    |
| James „Jim“ Levenstein       | Jason Biggs                                      | Jason Biggs           | Jason Biggs                                 |                                                         |                                                   |                                                     |                                                     | Jason Biggs                             |                                                                    |
| Michelle Levenstein-Flaherty | Alyson Hannigan                                  | Alyson Hannigan       | Alyson Hannigan                             |                                                         |                                                   |                                                     |                                                     | Alyson Hannigan                         |                                                                    |
| Steven Stifler               | Seann William Scott                              | Seann William Scott   | Seann William Scott                         |                                                         |                                                   |                                                     |                                                     | Seann William Scott                     |                                                                    |
| Kevin Myers                  | Thomas Ian Nicholas                              | Thomas Ian Nicholas   | Thomas Ian Nicholas                         |                                                         |                                                   |                                                     |                                                     | Thomas Ian Nicholas                     |                                                                    |
| Paul Finch                   | Eddie Kaye Thomas                                | Eddie Kaye Thomas     | Eddie Kaye Thomas                           |                                                         |                                                   |                                                     |                                                     | Eddie Kaye Thomas                       |                                                                    |
| Jeanine Stifler              | Jennifer Coolidge                                | Jennifer Coolidge     | Jennifer Coolidge                           |                                                         |                                                   |                                                     |                                                     | Jennifer Coolidge                       |                                                                    |
| Chris „Oz“ Ostreicher        | Chris Klein                                      | Chris Klein           |                                             |                                                         |                                                   |                                                     |                                                     | Chris Klein                             |                                                                    |
| Heather                      | Mena Suvari                                      | Mena Suvari           |                                             |                                                         |                                                   |                                                     |                                                     | Mena Suvari                             |                                                                    |
| Victoria „Vicky“ Lathum      | Tara Reid                                        | Tara Reid             |                                             |                                                         |                                                   |                                                     |                                                     | Tara Reid                               |                                                                    |
| Jessica                      | Natasha Lyonne                                   | Natasha Lyonne        |                                             |                                                         |                                                   |                                                     |                                                     | Natasha Lyonne                          |                                                                    |
| Nadia                        | Shannon Elizabeth                                | Shannon Elizabeth     |                                             |                                                         |                                                   |                                                     |                                                     | Shannon Elizabeth                       |                                                                    |
| John                         | John Cho                                         | John Cho              | John Cho                                    |                                                         |                                                   |                                                     |                                                     | John Cho                                |                                                                    |
| Chuck Sherman                | Chris Owen                                       | Chris Owen            |                                             | Chris Owen                                              |                                                   |                                                     |                                                     | Chris Owen                              |                                                                    |
| Justin                       | Justin Isfeld                                    | Justin Isfeld         | Justin Isfeld                               |                                                         |                                                   |                                                     |                                                     | Justin Isfeld                           |                                                                    |
| Frau Levenstein              | Molly Cheek                                      | Molly Cheek           | Molly Cheek                                 |                                                         |                                                   |                                                     |                                                     | Molly Cheek                             |                                                                    |
| Tom Myers                    | Casey Affleck                                    | Casey Affleck         |                                             |                                                         |                                                   |                                                     |                                                     |                                         |                                                                    |
| Matt Stifler                 | Eli Marienthal                                   | Eli Marienthal        |                                             | Tad Hilgenbrink                                         |                                                   |                                                     |                                                     |                                         |                                                                    |
| Coach Marshall               | Lawrence Pressman                                |                       | Lawrence Pressman                           |                                                         |                                                   |                                                     |                                                     |                                         |                                                                    |
| Elyse Houston                |                                                  |                       |                                             | Arielle Kebbel                                          |                                                   |                                                     |                                                     |                                         |                                                                    |
| Brandon Vandecamp            |                                                  |                       |                                             | Matt Barr                                               |                                                   |                                                     |                                                     |                                         |                                                                    |
| James „Jimmy“ Chong          |                                                  |                       |                                             | Jun Hee Lee                                             |                                                   |                                                     |                                                     |                                         |                                                                    |
| Ernie Kaplowitz              |                                                  |                       |                                             | Jason Earles                                            |                                                   |                                                     |                                                     |                                         |                                                                    |
| Erik Stifler                 |                                                  |                       |                                             |                                                         | John White                                        | John White                                          |                                                     |                                         |                                                                    |
| Dwight Stifler               |                                                  |                       |                                             |                                                         | Steve Talley                                      | Steve Talley                                        |                                                     |                                         |                                                                    |
| Mike „Cooze“ Coozeman        |                                                  |                       |                                             |                                                         | Jake Siegel                                       | Jake Siegel                                         |                                                     |                                         |                                                                    |
| Ryan Grimm                   |                                                  |                       |                                             |                                                         | Ross Thomas                                       |                                                     |                                                     |                                         |                                                                    |
| Tracy Sterling               |                                                  |                       |                                             |                                                         | Jessy Schram                                      |                                                     |                                                     |                                         |                                                                    |
| Bull                         |                                                  |                       |                                             |                                                         | Dan Petronijevic                                  | Dan Petronijevic                                    |                                                     |                                         |                                                                    |
| Jill                         |                                                  |                       |                                             |                                                         | Jaclyn A. Smith                                   | Jaclyn A. Smith                                     |                                                     |                                         |                                                                    |
| Rock                         |                                                  |                       |                                             |                                                         | Jordan Prentice                                   | Jordan Prentice                                     |                                                     |                                         |                                                                    |
| Harry Stifler                |                                                  |                       |                                             |                                                         | Christopher McDonald                              | Christopher McDonald                                |                                                     |                                         |                                                                    |
| Ashley                       |                                                  |                       |                                             |                                                         |                                                   | Meghan Heffern                                      |                                                     |                                         |                                                                    |
| Edgar Willis                 |                                                  |                       |                                             |                                                         |                                                   | Tyrone Savage                                       |                                                     |                                         |                                                                    |
| Rob Shearson                 |                                                  |                       |                                             |                                                         |                                                   |                                                     | Bug Hall                                            |                                         |                                                                    |
| Scott Stifler                |                                                  |                       |                                             |                                                         |                                                   |                                                     | John Patrick Jordan                                 |                                         |                                                                    |
| Nathan Jenkyll               |                                                  |                       |                                             |                                                         |                                                   |                                                     | Kevin M. Horton                                     |                                         |                                                                    |
| Marshall „Lube“ Lubetsky     |                                                  |                       |                                             |                                                         |                                                   |                                                     | Brandon Hardesty                                    |                                         |                                                                    |
| Dana                         |                                                  |                       |                                             |                                                         |                                                   |                                                     | Melanie Papalia                                     |                                         |                                                                    |
| Ashley                       |                                                  |                       |                                             |                                                         |                                                   |                                                     | Jennifer Holland                                    |                                         |                                                                    |
| Imogen                       |                                                  |                       |                                             |                                                         |                                                   |                                                     | Louisa Lytton                                       |                                         |                                                                    |
| Annie Watson                 |                                                  |                       |                                             |                                                         |                                                   |                                                     |                                                     |                                         | Madison Pettis                                                     |
| Stephanie Stifler            |                                                  |                       |                                             |                                                         |                                                   |                                                     |                                                     |                                         | Lizze Broadway                                                     |
| Kevin                        |                                                  |                       |                                             |                                                         |                                                   |                                                     |                                                     |                                         | Ed Quinn                                                           |
| Ellen                        |                                                  |                       |                                             |                                                         |                                                   |                                                     |                                                     |                                         | Sara Rue                                                           |

## Einnahmen
| Film                                      | Erscheinungsdatum  | Übersicht     | Übersicht         | Übersicht     | DVD/Blu Ray Einnahmen | Budget        | Referenz |
| Film                                      | Erscheinungsdatum  | USA           | Außerhalb der USA | Weltweit      | DVD/Blu Ray Einnahmen | Budget        | Referenz |
| ----------------------------------------- | ------------------ | ------------- | ----------------- | ------------- | --------------------- | ------------- | -------- |
| American Pie – Wie ein heißer Apfelkuchen | 6. Januar 1999     | 102.561.004 $ | 132.922.000 $     | 235.483.004 $ | 109.577.352 $         | 11.000.000 $  | [ 8 ]    |
| American Pie 2                            | 27. September 2001 | 145.103.595 $ | 142.450.000 $     | 287.553.595 $ | 136.786.977 $         | 30.000.000 $  | [ 9 ]    |
| American Pie – Jetzt wird geheiratet      | 21. August 2003    | 104.565.114 $ | 126.884.089 $     | 231.449.203 $ | 108.085.789 $         | 55.000.000 $  | [ 10 ]   |
| American Pie: Das Klassentreffen          | 26. April 2012     | 56.758.835 $  | 177.978.063 $     | 234.736.898 $ |                       | 50.000.000 $  | [ 11 ]   |
| Total                                     | Total              | 408.988.548 $ | 580.234.152 $     | 989.222.700 $ | 354.450.118 $         | 146.000.000 $ |          |

## Belege
1. ↑  American Pie (1999) – Movie Info – Yahoo! Movies (Memento vom 1. Oktober 2011 im Internet Archive)
2. ↑  American Pie 2 (2001) – Movie Info – Yahoo! Movies (Memento vom 28. Juni 2011 im Internet Archive)
3. ↑  American Pie: The Wedding. Phase9.tv, abgerufen am 24. Februar 2010 (englisch).
4. ↑  American Pie – Band Camp (Unrated Widescreen Edition). Amazon.com, abgerufen am 24. Februar 2010 (englisch).
5. ↑  American Pie – The Naked Mile (Unrated Widescreen Edition). Amazon.com, abgerufen am 24. Februar 2010 (englisch).
6. ↑  American Pie Presents: Beta House. Amazon.com, abgerufen am 24. Februar 2010 (englisch).
7. ↑  American Pie Presents: The Book of Love. Amazon.com, abgerufen am 24. Februar 2010 (englisch).
8. ↑  American Pie (1999). In: Box Office Mojo. CBS, abgerufen am 1. Juni 2012 (englisch).
9. ↑  American Pie 2 (2001). Box Office Mojo, abgerufen am 1. Juni 2012 (englisch).
10. ↑  American Wedding (2003). In: Box Office Mojo. CBS, abgerufen am 1. Juni 2012 (englisch).
11. ↑  American Reunion (2012). In: Box Office Mojo. CBS, abgerufen am 1. Juni 2012 (englisch).